# Michał Klinger
Michał Rafał Klinger (ur. 1946 w Lesznie) – polski teolog prawosławny, doktor nauk humanistycznych, dyplomata, w latach 1999–2003 ambasador RP w Rumunii, od 2006 do 2012 ambasador RP w Grecji. 

## Życiorys
Syn Jerzego Klingera. W 1964 został absolwentem Liceum Ogólnokształcącego im. gen. Józefa Sowińskiego w Warszawie. Ukończył studia w zakresie astronomii na Uniwersytecie Warszawskim oraz studia w zakresie teologii prawosławnej w Chrześcijańskiej Akademii Teologicznej w Warszawie.
W latach 1971–1978 pracował jako nauczyciel fizyki w jednym z warszawskich liceów. Od 1978 do 2012 był wykładowcą Starego Testamentu w Chrześcijańskiej Akademii Teologicznej. W latach 80. był członkiem Komitetu Obywatelskiego, działał na rzecz włączenia mniejszości wyznaniowych i narodowych w proces przemian demokratycznych w Polsce.
Od 1990 pełnił funkcję I sekretarza Ambasady RP w Pradze, attaché kulturalnego i naukowego oraz wicedyrektora Instytutu Polskiego. W latach 1993–1996 był szefem działu politycznego i chargé d'affaires Ambasady RP w Bratysławie. Od 1996 kierował wydziałem Europy Południowo-Wschodniej w Departamencie Europy MSZ. Pełnił misje, m.in. w Bośni, Albanii, w 1998 był specjalnym wysłannikiem ministra spraw zagranicznych w Kosowie.
W latach 1999–2003 pełnił funkcję ambasadora RP w Rumunii. Po powrocie do kraju kierował Zespołem ds. Rady Europy w Departamencie Unii Europejskiej MSZ. W 2004 startował w pierwszych wyborach do Parlamentu Europejskiego z ramienia Unii Wolności. W 2006 powołany na stanowisko ambasadora RP w Grecji. Odwołany został w 2012.
Jest autorem licznych artykułów oraz książkowej monografii Tajemnica Kaina. Brał udział w sympozjach naukowych w Polsce, Francji, Niemczech, Szwajcarii, Belgii, Rosji, Gruzji. Wykładał na Uniwersytecie Warszawskim, Uniwersytecie Jagiellońskim, Katolickim Uniwersytecie Lubelskim, Państwowej Wyższej Szkole Teatralnej w Warszawie oraz na uczelniach w Stanach Zjednoczonych. Jest rzecznikiem dialogu z Kościołem rzymsko- i greckokatolickim oraz z Kościołami reformacji, a także jednym z inicjatorów dialogu chrześcijańsko-żydowskiego w Polsce.
W 2021 obronił w Instytucie Sztuki PAN rozprawę doktorską pt. O perspektywie i metodzie nowej hermeneutyki biblijnej w powiązaniu z antropologią kultury i sztuką, napisaną pod kierunkiem Zbigniewa Benedyktowicza, której część ukazała się w wydanej w 2019 publikacji książkowej Strażnik wrót. Próby hermeneutyki biblijnej.
Zna biegle języki angielski, francuski, niemiecki, rosyjski, czeski i słowacki, zaś biernie hebrajski, starogrecki, łaciński i staro-cerkiewno-słowiański.

## Odznaczenia
W 2003 odznaczony rumuńskim Krzyżem Wielkim Orderu Narodowego Zasługi.